# Pendżabczycy
Pendżabczycy – ludność pochodzenia indoeuropejskiego, zamieszkująca wschodni Pakistan oraz tereny indyjskiego stanu Pendżab (mniejsze skupiska także w Dżammu i Kaszmirze). Ich liczebność sięga 100 mln osób. Pakistańscy Pendżabczycy wyznają głównie islam, indyjscy natomiast hinduizm i sikhizm. Ich tradycyjnym zajęciem jest rolnictwo. Posługują się językiem pendżabskim.